# 20529 Zwerling
A 20529 Zwerling (ideiglenes jelöléssel 1999 RM53) a Naprendszer kisbolygóövében található aszteroida. A LINEAR projekt keretében fedezték fel 1999. szeptember 7-én.